# Bahía Aramburu
Die Bahía Aramburu ist eine kleine Bucht an der Südküste der zum westantarktischen Grahamland gehörenden Trinity-Halbinsel im Norden der Antarktischen Halbinsel. Am Nordufer des Prinz-Gustav-Kanals liegt sie westlich einer vom Chapel Hill überragten Landspitze, die sie nach Osten von der Shelter Cove trennt. Die Bucht wird häufig mit der gegenüberliegenden Brandy Bay der James-Ross-Insel verwechselt.
Argentinische Wissenschaftler benannten die Bucht nach dem argentinischen General Pedro Eugenio Aramburu (1903–1970), einem der Anführer des Staatsstreichs gegen Präsident Juan Perón vom September 1955 und argentinischer Präsident von 1956 bis 1958.